# ブランケット・ド・ヴォー

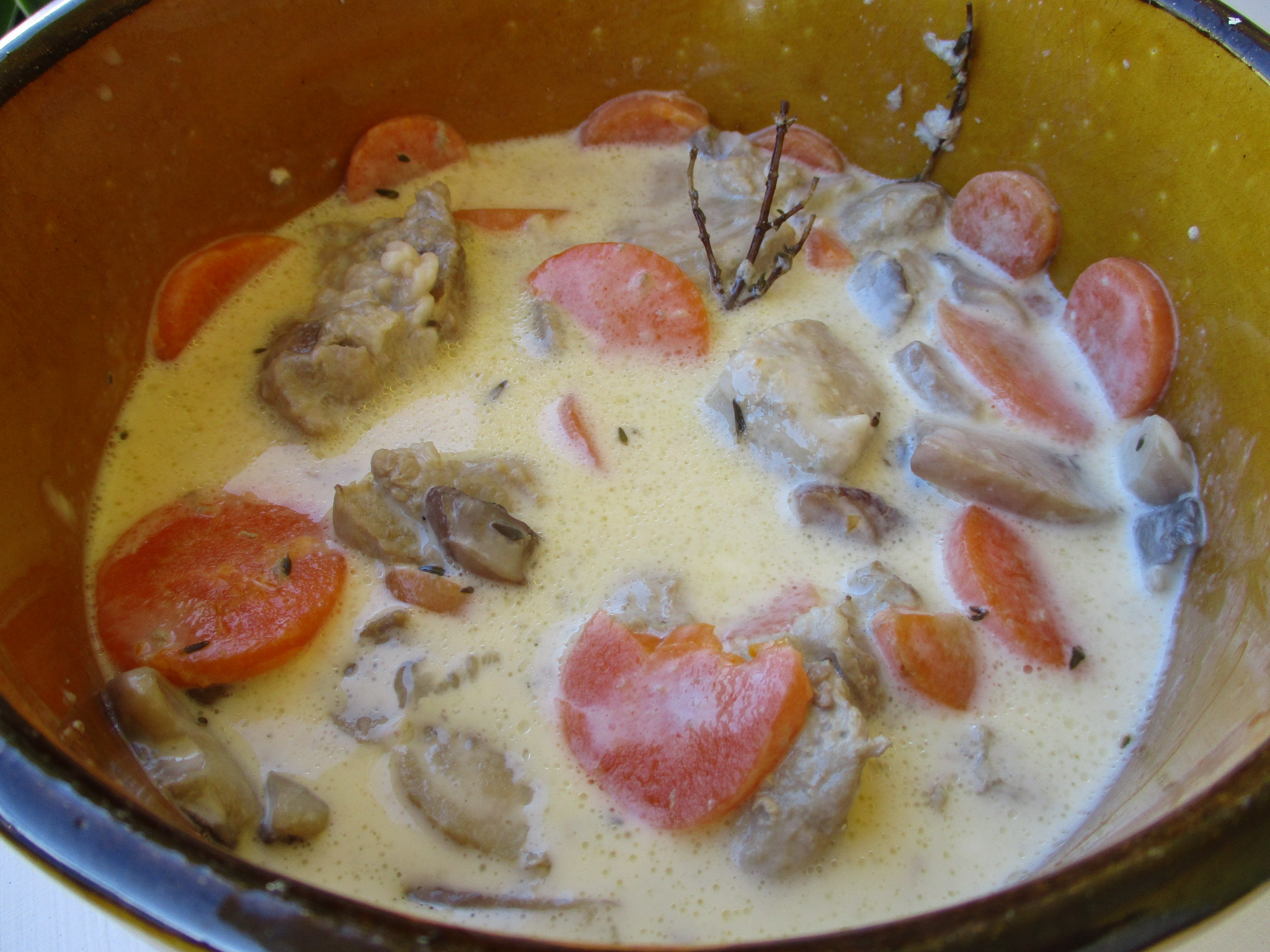
昔ながらのブランケット・ド・ヴォー

ブランケット・ド・ヴォー（フランス語: Blanquette de veau）は伝統的なフランス料理の1つ。

## 概要
家庭料理の定番料理であり、ブランケット料理の代表例である。
フランス人の好きな料理に数えられ、フランスでも特にフランス西部で人気が高い。
日本語では「仔牛のクリーム煮」と説明され、（鶏肉の）フリカッセともどもクリームシチューと説明されることもある。
18世紀ころには既に存在しており、仔牛をローストした際の残り肉で作られていた。また生クリームなどは使用されておらず、煮汁に卵黄を加え、小麦粉とバターで白く仕上げていた。